# Cruz (Vila Nova de Famalicão)
Cruz is een plaats (freguesia) in de Portugese gemeente Vila Nova de Famalicão en telt 1636 inwoners (2001).